# Episesarma lafondii
Episesarma lafondii is een krabbensoort uit de familie van de Sesarmidae. De wetenschappelijke naam van de soort is voor het eerst geldig gepubliceerd in 1846 door Hombron & Jacquinot.